# Campagne de Khabarovsk
Guerre civile russe
La campagne de Khabarovsk (en russe : Хабаровский поход, Khabarovski pokhod) désigne une campagne des troupes des Armées Blanches Extrême-Orientales vers Khabarovsk sous le commandement de Viktorine Moltchanov pendant la guerre civile russe, entre novembre 1921 et mars 1922. La victoire est une défaite pour le gouvernement provisoire de Priamour, qui n'arrive pas à récupérer Khabarovsk aux mains de la république d'Extrême-Orient.

## Contexte
La campagne a lieu pendant la guerre civile russe, en Mandchourie-Extérieure, où le gouvernement provisioire de Priamour (Armées Blanches) s'opposent à la république d'Extrême-Orient, un pays bolchevik tampon entre la Russie soviétique et les Japonais qui occupaient alors le Primorié dans le cadre de l'intervention en Sibérie. Au début de l’offensive des forces blanches, la situation au sein de l'Armée populaire révolutionnaire de la république d'Extrême-Orient (NRA REF ou NRA) pouvait être qualifiée de défavorable. Les fournitures militaires étaient en grande partie épuisées, et la taille des forces armées était réduite (certains avaient été démobilisés et aucune nouvelle recrue n'avait encore été enrôlée),.
Directement au front se trouvaient les 5e et 6e régiments de fusiliers (en fait des bataillons), en sous-effectif, avec le détachement Kerbinski, le détachement GPO, une compagnie de sapeurs et un peloton de déminage (un total de 1 200 baïonnettes), ainsi que le 4e régiment de cavalerie. composé de deux escadrons (280 sabres au total) et de deux pièces d'artillerie. Les unités restantes étaient concentrées à Khabarovsk et Blagovechtchensk et servaient également de gardes le long du fleuve Amour. À la suite des combats de la guerre civile, les communications ferroviaires ont été partiellement détruites (en particulier le Transsibérien) et il n'y avait pas assez de carburant, ce qui rendait difficile le ravitaillement des troupes et des forces de manœuvre,,.
Le 21 septembre 1921, par décision des dirigeants de la NRA, le district militaire de l'Amour est formé.

## Offensive des Armées Blanches

### Répressions des Gardes rouges
Avant le début de l'offensive sur le territoire de la république d'Extrême-Orient, les armées blanches tentèrent de dégager leurs arrières des détachements de gardes rouges et, début novembre 1921, ils lancèrent une opération offensive contre les centres du mouvement partisan dans l'oblast de Primorié (dans les régions de Soutchan, Anoutchino et Iakovlevka).
- Le détachement du général N.P. Sakharov (deux régiments d'infanterie, une division de cavalerie et une batterie d'artillerie légère) se dirigea vers Soutchan, Maykhe et Tsemukhe, laissa de petites garnisons aux mines de charbon de Soutchan, à Chkotovo, à la gare d'Ougolnaïa, puis le long de la ligne de chemin de fer se dirigea vers Spassk, où elle s'unit aux principales forces du général V.M. Molchanov[4].
- Le groupe du colonel von Wach (régiment d'infanterie et escadron de cavalerie) a reçu pour tâche de débarrasser la région du Khanka des partisans, de vaincre le détachement de partisans d'E. Lebedev puis de se rendre à Spassk pour rejoindre les forces principales[4].
- Le groupe du général Smoline fut chargé de vaincre les forces partisanes dans la région d'Anoutchino-Iakovlevka et de se déplacer vers Iman[4].

Au cours de l'opération près du village de Nikolaïevka, le détachement du général Sakharov a attaqué et vaincu un détachement de partisans sous le commandement du député Volski, capturant un convoi et des vivres ; à Anoutchino , les partisans se retirèrent, abandonnant le convoi et l'imprimerie, les blancs la prenant le 23 novembre ; à Iakovlevka, à cause de la lâcheté du commandant, le bataillon de partisans sous le commandement de Palitsyne s'est rendu sans combat. En conséquence, les forces partisanes ont subi des pertes, ont été dispersées et ont été contraintes de se retirer dans la taïga  . Les rebelles blancs capturèrent des armes et des prisonniers.
Dans le même temps, il y a eu des cas de résistance acharnée aux troupes blanches de la part des partisans. Ainsi le 13 novembre 1921, un détachement de partisans sous le commandement de P. Nazarenko et du commissaire militaire Mitrofanov a résisté à une longue bataille dans la région de Sainte-Olga et s'est retiré, perdant 22 personnes. Et le 22 novembre 1921, le 3e bataillon de partisans sous le commandement de I. Sidorov et du commissaire S. Khristinine bat la garnison blanche de Douchkino.

### Déroulement de l'opération
Le 30 novembre 1921, les Blancs, sous le commandement du général Moltchanov, lancent une nouvelle offensive au cours de laquelle ils battent les détachements de partisans d'Extrême-Orient et repoussent les forces de la NRA de la République d'Extrême-Orient au-delà de l'Amour. Après cela, ils ont continué leur avance le long du chemin de fer transsibérien. De plus, en décembre, un détachement sous le commandement du colonel Ilkov a été envoyé à l'arrière de la NRA le long de la rive chinoise de l'Amour, qui était censé occuper le village de Mikhaïlo-Semyonovskaïa.
Le 4 décembre 1921, les Blancs prennent les positions d'Iman et le 12 décembre celles de Bikine. Le 15 décembre 1921, un groupe de cavalerie blanc fit un détour par le territoire chinois et attaqua la station Dormidontovka, et le 17 décembre, fit un détour autour de la crête de Khetskhir et frappa Nevelskaïa.

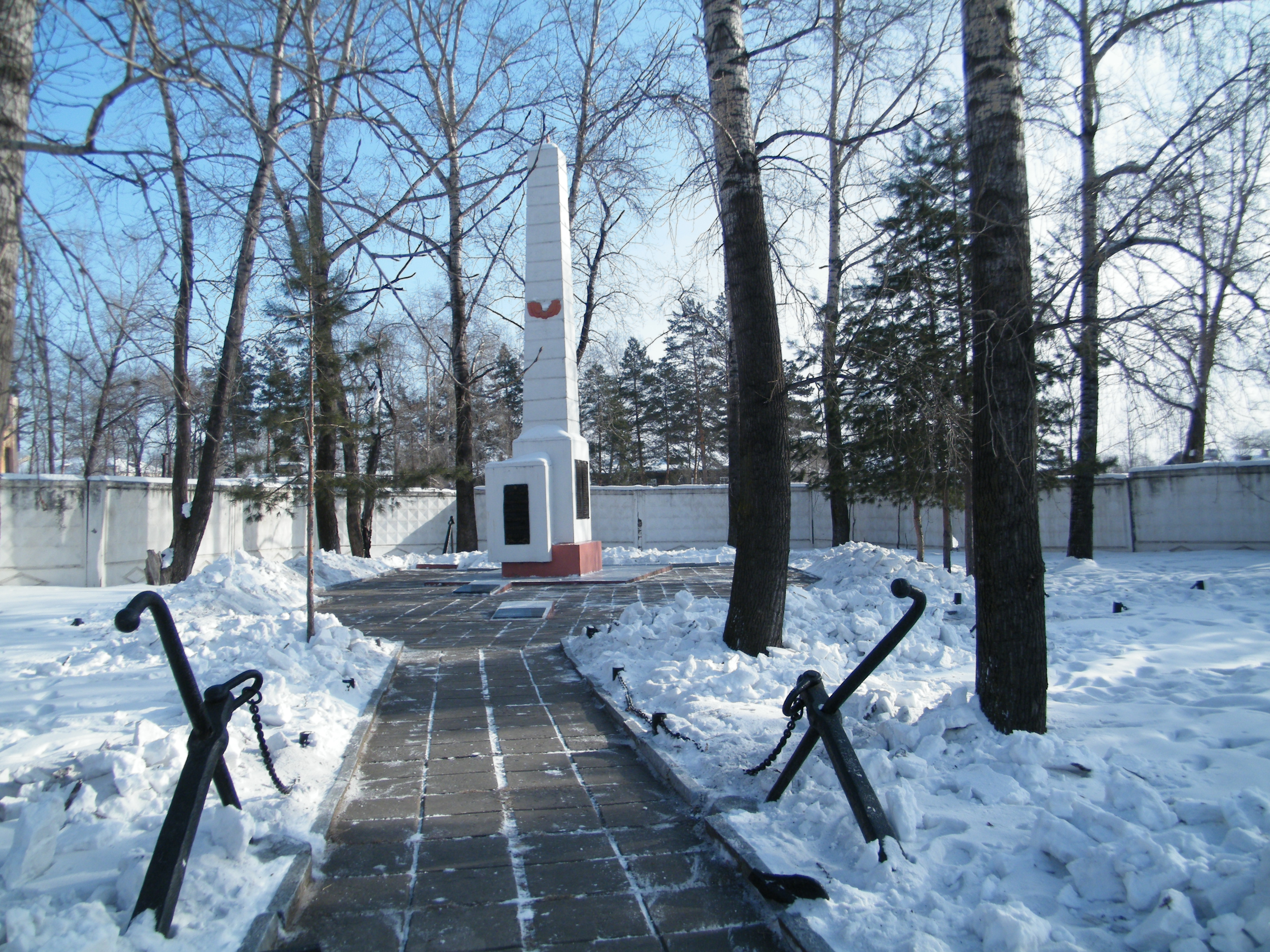
Khabarovsk, charnier des marins de l'Amour.

Les unités de la NRA ont riposté tout d'abord lors d'une bataille près du village de Boudakovo, où un détachement de partisans rouges sous le commandement de G. F. Koval et un détachement de partisans chinois sous le commandement de Sin Di-u ont fait des tranchées de neige et établis des positions de fusiliers sur la colline Peremiatovskaïa, ont bloqué la route d'hiver le long de la rive de la rivière Oussouri et ont tenu ses positions pendant 24 heures, repoussant quatre attaques de la brigade de cavalerie du général Sakharov (jusqu'à ce que la brigade du général Chiriaev atteigne leurs arrières). Ensuite le 19 décembre 1921, lors de la bataille près de Kazakevitchevo , le détachement communiste du nom de Karl Liebknecht (200 personnes) repoussa plusieurs attaques ennemies et se retira, épuisant presque complètement ses munitions. Les pertes communistes s'élèvent à 39 personnes tuées, 28 autres ont été capturées et brutalement tuées par les blancs. Enfin, lors de la bataille près du village de Novotroïtskoïe, le régiment spécial de l'Amour et la 4e division de cavalerie se sont battus pendant quatre heures contre l'avancée des blancs.
Le 22 décembre 1921, les blancs prirent Khabarovsk et plus tard, développant l'offensive, les Blancs prirent Pokrovka, Dejnevka et Volotchïaevka . En trois mois, plus de 600 miles ont été parcourus. Au cours de l'offensive, les unités blanches ont été reconstituées par des partisans et sympathisants locaux, ainsi que par des habitants mobilisés, et les armes capturées ont été mises en service. Dans le même temps, en raison des gelées hivernales, les troupes ressentirent le besoin de vêtements chauds (bottes en feutre, manteaux en peau de mouton, chapeaux...), que le commandement blanc ne parvient pas à fournir (notamment les manteaux en peau de mouton arrivés tardivement tandis que les bottes n'ont pas été commandées du tout). Afin de convaincre la population locale, le commandement militaire des troupes blanches cherche à payer les biens et objets saisis aux habitants et à limiter les réquisitions non autorisées.
Le 28 décembre 1921, des unités blanches comptant environ 1 000 baïonnettes et 500 sabres, appuyées par l'artillerie, tentèrent de s'emparer de la station d'Ine (aujourd'hui Smidovich) ; les forces principales frappèrent depuis le sud, en même temps qu'une frappe auxiliaire fut lancée depuis l'est (le long de la voie ferrée), et un autre détachement attaque les positions de la NRA depuis le nord. Il faut noter l'absence du commandant général V. M. Moltchanov, situé à Khabarovsk, qui a été causé par une mauvaise gestion des unités blanches et un manque total de coordination des actions des Blancs. Les unités de la NRA, commandées par F. M. Petrov-Teterine, avec l'appui d'un train blindé, repoussèrent l'attaque, les pertes des Blancs s'élevèrent à 300 personnes, tandis que 3 autres officiers et 19 soldats ont été capturés,. La bataille à la station d'Ine a été la première victoire de la NRA, les troupes qui y ont participé ont été remerciées par ordre du Conseil militaire de la république d'Extrême-Orient, F. M. Petrov-Teterine a reçu l'Ordre du Drapeau Rouge et l' équipe du train blindé n°8 a reçu une grande coupe d'argent et une bannière avec l'inscription « Pour avoir gardé la gare de Ying entre nos mains ».
Par la suite, entre le 28 décembre 1921 et le 5 février 1922, cinq autres affrontements militaires entre les unités de la NRA et les troupes blanches eurent lieu, dont quatre se soldèrent par une victoire de la NRA.
Dans le même temps, le mouvement partisan s'intensifie à l'arrière des troupes blanches. Les partisans ont attaqué des unités des rebelles blancs, commis des sabotages sur les chemins de fer et entravé les travaux de réparation et de restauration, ainsi que les activités économiques et de mobilisation.
- Le 6 janvier 1922 dans le domaine du chemin de fer. À la station Muraviov-Amourski, les partisans de la vallée de l'Iman ont fait sauter un dépôt d'artillerie blanche ;
- Le 12 janvier 1922, un détachement de partisans rouges sous le commandement de D.I. Boïko-Pavlov attaque Khabarovsk.

Début février 1922, l'armée blanche avait perdu son initiative stratégique et était contrainte de passer sur la défensive.

## Contre-offensive de la NRA
Au début de février 1922, l'armée populaire révolutionnaire de la République d'Extrême-Orient (NRA FER) réussit à réorganiser ses unités de combat, à assurer leur approvisionnement et à recevoir l'aide de la Russie soviétique. Ainsi, les conditions préalables étaient réunies pour lancer une offensive décisive. La concentration des forces de la NRA a commencé dans la zone de la gare d'Ine.
Le 5 février 1922, le 2e régiment de fusiliers de la 1re brigade de fusiliers de Tchita s'empare de la station d'Olgokhta. Par la suite, du 9 au 12 février, lors de combats acharnés dans le secteur de la gare de Volotchaïevka, et le front blanc a été percé, avec l'entrée dans Volotchaïevka le 12 février à 11h32. Le 14 février 1922, les unités de la NRA occupèrent Khabarovsk sans combat, que les unités blanches avaient auparavant abandonnées ; et plus tard, le 18 février, les unités de la NRA occupèrent la voie ferrée de la gare de Viazemskin et le 21 février, la gare de Rozengartovka. Le 27 février 1922, une bataille acharnée eut lieu, au cours de laquelle des unités de la NRA (2e régiment de Tchita, régiment spécial de l'Amour, régiment de cavalerie Troïtskossavski et 4e régiment de cavalerie) battirent les unités blanches sous le commandement du général Smoline et du général Iastrebtsev et occupèrent les positions de Bikine. Le 28 février, les unités de la NRA occupent Vassilievka, et le 1er mars Bikine.
Par la suite, le 18 mars 1922, les unités de la NRA occupent Iman, et le 21 mars, la station Oussouri, au-delà de laquelle commence la « zone neutre », contrôlée par les troupes japonaises. À ce moment-là, les unités blanches en retraite étaient déjà entrées dans la « zone neutre ».
Les partisans opérant derrière les lignes des troupes blanches ont apporté une aide importante à la NRA de la république d'Extrême-Orient. Ainsi, le 6e détachement de partisans sous le commandement de M. Anissimov a en fait paralysé le mouvement le long de la ligne ferroviaire de Soutchan et n'a pas permis au commandement blanc d'utiliser les unités occupées dans cette zone comme renfort des forces au front. De plus, le 4 mars 1922, des détachements de partisans bloquèrent puis retinrent dans le village d'Anoutchino le groupe du général P. A. Blokhin (initialement 600 personnes avec 6 mitrailleuses, qui augmentèrent ensuite leur nombre en raison de l'approche d'unités en retraite). Le 26 mars 1922, les partisans attaquent et occupent Anoutchino, les blancs perdent 70 personnes tuées et 130 blessées, abandonnent le convoi et sont contraints de battre en retraite.